# Kansas (banda)
Kansas es una agrupación musical estadounidense de rock progresivo, AOR y hard rock que alcanzó la popularidad en la década de los años 1970, con éxitos como "Carry On Wayward Son" y "Dust in the Wind". 
Gracias a esto, Kansas se ha convertido en un número fijo de las radioemisoras de rock clásico, y suele dar giras por América, Asia, Europa y los Estados Unidos.
Fue fundada en 1970 por el bajista Dave Hope, el baterista Phil Ehart y el guitarrista Kerry Livgren, a quienes se unieron el vocalista Lynn Meredith, los teclistas Don Montre y Dan Wright, y el saxofonista Larry Baker. 
Después de una serie de cambios en su formación, el grupo se asienta con Hope, Ehart, el violinista Robby Steinhardt, el tecladista y vocalista Steve Walsh y el guitarrista Rich Williams. Esta alineación grabó los mayores éxitos de la discografía de Kansas, que constituyeron además los mayores éxitos de público que incluyeron las mencionadas canciones "Carry On Wayward Son" o "Dust in the Wind".
De, cuando tres muchachos de Kansas decidieron rebautizarse con el nombre de su estado y abandonar su antiguo apelativo de White Clover.
El trío original, residente en Topeka, estaba compuesto por el guitarrista Kerry Livgren, el bajista David Hope y el batería Phil Ehart. A ellos y justo antes de cambiar de nombre se les unió el cantante y teclista Steve Walsh, el violinista Robert Steinhardt y el guitarra Richard Williams.
Su primer LP homónimo publicado en 1974 recibía la influencia de grupos de rock progresivo británico como Genesis, ejecutados desde el sentimiento del rock clásico estadounidense. Este trazo progresivo continuó en su segundo disco grande titulado "Song for America" (1975), que aunque no vendió demasiado sí consiguió popularizar su nombre y llenar sus conciertos. 
Más exitosos fueron "Masque" (1975) y sobre todo, "Leftoverture" (1976), disco que contenía su sencillo "Carry On Wayward Son", y "Point of Know Return" (1977), álbum con sonidos AOR en el cual incluían el magnífico sencillo "Dust in the Wind", canción mítica para la banda que llegó al número 1 en todo el mundo, convirtiendo a Kansas en uno de los grupos rock de mayor éxito de su época reflejado en sus multitudinarias actuaciones en directo.
Tras llegar a la cima de su popularidad y la adopción de un sonido más comercial (ya lejos de sus principios progresivos), Kansas publicó el directo "Two for the Show" (1978), y los irregulares discos en estudio "Monolith" (1979) y "Audio-Visions" (1981), antes de que Steve Walsh decidiera iniciar una carrera en solitario que no le reportó demasiados triunfos. 
Su sustituto en la banda fue John Elefante, quien debutó con "Vinyl Confessions" (1982), álbum que como el siguiente, titulado "Drastic Measures" (1983), no alcanzó las ventas de sus trabajos anteriores y que proseguía con la senda poco comercial de "Monolith" y "Audio-Visions". 
Poco después de la publicación de "Drastic Measures", la banda de Topeka se separaría, retomando Kerry Livgren su carrera en solitario iniciada en 1980 con "Seeds of Change" y marcada por una elevada religiosidad y un sonido más acerado. Junto al bajista David Hope formaría AD, un grupo hard que practicaba rock con temática cristiana.
Con posterioridad diversos componentes recuperarían el nombre Kansas grabando discos de mediana calidad, entre ellos "Somewhere to Elsewhere" (2000), un disco realizado por el sexteto original tras veinte años sin trabajar juntos.
Bandas como Dream Theater, Stardust Reverie, Magellan y músicos como Lana Lane, Bertín Osborne o Sefran Bernal se han declarado fanes de la banda y han colaborado con sus miembros o han versionado sus temas.

## Discografía

### Álbumes de estudio
- 1974 Kansas
- 1975 Song for America
- 1975 Masque
- 1976 Leftoverture
- 1977 Point of Know Return
- 1979 Monolith
- 1980 Audio-Visions
- 1982 Vinyl Confessions
- 1983 Drastic Measures
- 1986 Power
- 1988 In the Spirit of Things
- 1995 Freaks of Nature
- 1998 Always Never the Same
- 2000 Somewhere to Elsewhere
- 2016 The Prelude Implicit
- 2020 The Absence of Presence